# Castelfranco di Sopra
Castelfranco di Sopra là một đô thị ở tỉnh Arezzo trong vùng Toscana, tọa lạc khoảng 30 km về phía đông nam của Florence và khoảng 30 km về phía tây bắc của Arezzo. Tại thời điểm ngày 31 tháng 12 năm 2004, đô thị này có dân số 2.846 người và diện tích là 37,6 km².
Castelfranco di Sopra giáp các đô thị sau: Castel San Niccolò, Figline Valdarno, Loro Ciuffenna, Pian di Scò, Reggello, San Giovanni Valdarno, Terranuova Bracciolini.